# Blautia hominis
Blautia hominis es una especie de bacteria grampositiva del género Blautia. Fue descrita en el año 2018. Su etimología hace referencia a humano. Es anaerobia estricta, inmóvil y formadora de esporas. Tiene un tamaño de 0,9-1,0 μm de ancho por 0,8-1,1 μm de largo, con forma ovalada. Suele crecer en pares. Forma colonias circulares y blancas. Catalasa y oxidasa negativas. Temperatura de crecimiento entre 15-42 °C, óptima de 37 °C. Sensible a los antibióticos: ampicilina, vancomicina, cefoperazona y metronidazol. Resistente a neomicina y gentamicina. Se ha aislado de heces humanas. 